# Chemical
«Chemical» —en español: «Químico»— es una canción del cantante estadounidense Post Malone. Fue lanzada el 14 de abril de 2023 a través de Republic y Mercury Records como el sencillo principal de su quinto álbum de estudio Austin (2023). Fue inicialmente incluida en su primer álbum recopilatorio The Diamond Collection, álbum que fue lanzado para celebrar que Malone se convirtió en el artista con la mayor cantidad de sencillos certificados con diamantes por la Recording Industry Association of America (RIAA). La canción fue producida por el mismo Malone, Andrew Watt y Louis Bell, y los tres la escribieron junto con Billy Walsh.

## Antecedentes
En una entrevista de 2022 con Billboard antes del lanzamiento de Twelve Carat Toothache (2022), Malone expresó planes para reconstruir su visión artística, incluso si eso significaba comprometer el éxito comercial. «Chemical» marca el primer lanzamiento desde el álbum de 2022. El 12 de abril de 2023, Malone publicó un clip de él vibrando con la canción en sus redes sociales y anunció el lanzamiento.

## Composición
«Chemical» es una canción pop rock y synth pop en la que Malone regresa a su sonido característico, acompañado de una guitarra acústica "basada en el folk" y "elementos pop contemporáneos". Cuenta con un coro "brillante y pegadizo", descrito como un "contraste" con sus ofertas anteriores más melancólicas. A pesar de la vibra optimista del coro, el contenido de las letras fue visto como "a la moda" para Malone, cuando se sincera sobre su incapacidad para dejar una relación aparentemente tóxica, similar a una adicción.

## Video musical
El video musical oficial de la canción se publicó el 14 de abril de 2023 y fue dirigido por Alfred Marroquín. Muestra a Malone en diferentes lugares, incluido él fumando en un automóvil como dice en la canción y bailando frente a una playa, un desierto, rayos y nubes como telón de fondo. Al comienzo del vídeo, camina brevemente junto a un telón de fondo nocturno. Se puede ver el mismo telón de fondo al final del vídeo, ya que se le ve sentado encima de un vehículo. Al principio del vídeo y hacia la mitad, se puede ver a alguien detrás de escena empujando los fondos, dando paso a un fondo diferente. Malone también publicó un vídeo con la letra de la canción en el que se muestran diferentes ángulos. La calidad del video con letra se redujo para crear un efecto retro.

## Presentaciones en vivo
La canción fue incluida en el repertorio de la gira Twelve Carat Tour durante su etapa europea en 2023. Posteriormente también en 2023 fue interpretada en la gira If Y'all Weren't Here, I'd Be Crying Tour como la última pista del concierto.

## Posicionamiento en listas
| País (Lista 2023)                    | Mejor posición | Ref    |
| ------------------------------------ | -------------- | ------ |
| Alemania (GfK)                       | 24             | [ 11 ] |
| Australia (ARIA)                     | 13             | [ 12 ] |
| Austria (Ö3 Austria Top 40)          | 21             | [ 13 ] |
| Bélgica (Ultratop 50 Flandes)        | 11             | [ 14 ] |
| Bélgica (Ultratop 50 Valonia)        | 15             | [ 15 ] |
| Canadá (Canadian Hot 100)            | 8              | [ 16 ] |
| Corea del Sur (Circle BGM)           | 82             | [ 17 ] |
| Corea del Sur (Circle Download)      | 108            | [ 18 ] |
| Dinamarca (Tracklisten)              | 16             | [ 19 ] |
| Eslovaquia (Radio Top 100)           | 8              | [ 20 ] |
| Eslovaquia (Singles Digitál Top 100) | 42             | [ 21 ] |
| Estados Unidos (Billboard Hot 100)   | 13             | [ 22 ] |
| Estados Unidos (Adult Contemporary)  | 16             | [ 23 ] |
| Estados Unidos (Adult Pop Airplay)   | 8              | [ 24 ] |
| Estados Unidos (Pop Airplay)         | 6              | [ 25 ] |
| Estados Unidos (Rock Airplay)        | 13             | [ 26 ] |
| Finlandia (Suomen virallinen lista)  | 44             | [ 27 ] |
| Global 200 (Billboard)               | 16             | [ 28 ] |
| Global Excl. U.S. (Billboard)        | 28             | [ 29 ] |
| Hungría (Rádiós Top 40)              | 36             | [ 30 ] |
| Irlanda (IRMA)                       | 13             | [ 31 ] |
| Italia (FIMI)                        | 93             | [ 32 ] |
| Japón Hot Overseas (Billboard Japan) | 5              | [ 33 ] |
| Letonia Airplay (LAIPA)              | 3              | [ 34 ] |
| Lituania (AGATA)                     | 44             | [ 35 ] |
| Luxemburgo (Billboard)               | 24             | [ 36 ] |
| Noruega (VG-lista)                   | 10             | [ 37 ] |
| Países Bajos (Dutch Top 40)          | 3              | [ 38 ] |
| Países Bajos (Single Top 100)        | 12             | [ 39 ] |
| Portugal (AFP)                       | 52             | [ 40 ] |
| Reino Unido (UK Singles Chart)       | 11             | [ 41 ] |
| República Checa (Rádio – Top 100)    | 1              | [ 42 ] |
| Singapur (RIAS)                      | 30             | [ 43 ] |
| Suecia (Sverigetopplistan)           | 11             | [ 44 ] |
| Suiza (Schweizer Hitparade)          | 21             | [ 45 ] |
| Vietnam (Vietnam Hot 100)            | 96             | [ 46 ] |

| País (Lista 2023)                   | Mejor Posición | Ref    |
| ----------------------------------- | -------------- | ------ |
| Alemania (Official German Charts)   | 60             | [ 47 ] |
| Canadá (Canadian Hot 100)           | 21             | [ 48 ] |
| Estados Unidos (Billboard Hot 100)  | 57             | [ 49 ] |
| Estados Unidos (Adult Contemporary) | 33             | [ 50 ] |
| Estados Unidos (Adult Pop Airplay)  | 31             | [ 51 ] |
| Estados Unidos (Pop Airplay)        | 25             | [ 52 ] |
| Estados Unidos (Rock Airplay)       | 36             | [ 53 ] |
| Global 200 (Billboard)              | 115            | [ 54 ] |
| Global Excl. U.S. (Billboard)       | 127            | [ 55 ] |

## Certificaciones
| País (Organismo certificador) | Certificaciones | Ventas certificadas | Ref.   |
| ----------------------------- | --------------- | ------------------- | ------ |
| Australia (ARIA)              | 2× Platino      | 140 000             | [ 56 ] |
| Bélgica (BEA)                 | Oro             | 20 000              | [ 57 ] |
| Italia (FIMI)                 | Oro             | 50 000              | [ 58 ] |
| Nueva Zelanda (RMNZ)          | Oro             | 15 000              | [ 59 ] |
| Reino Unido (BPI)             | Oro             | 400 000             | [ 60 ] |

## Historial de lanzamiento
| Región         | Fecha               | Formato                      | Discográfica     | Ref.   |
| -------------- | ------------------- | ---------------------------- | ---------------- | ------ |
| Varios         | 14 de abril de 2023 | Descarga digital streaming   | Republic Mercury | [ 3 ]  |
| Estados Unidos | 17 de abril de 2023 | Hot adult contemporary radio | Republic Mercury | [ 61 ] |
| Estados Unidos | 18 de abril de 2023 | Contemporary hit radio       | Republic Mercury | [ 62 ] |